# Paris 36
Paris 36 (fransk originaltitel: Faubourg 36) är en film regisserad av Christophe Barratier. Filmen är en samproduktion mellan Frankrike, Tyskland och Tjeckien.

## Skådespelare
- Gérard Jugnot
- Clovis Cornillac
- Kad Merad
- Nora Arnezeder
- Pierre Richard
- Bernard-Pierre Donnadieu
- Maxence Perrin
- François Morel
- Élisabeth Vitali
- Christophe Kourotchkine
- Eric Naggar
- Eric Prat
- Julien Courbey
- Philippe du Janerand
- Marc Citti

1. ↑  filmportal.de.[källa från Wikidata]
2. 1 2  IMDb-ID: tt0948535.[källa från Wikidata]
3. ↑  Česko-Slovenská filmová databáze, 2001, läst: 3 februari 2025.[källa från Wikidata]
4. 1 2  läs online, nmhh.hu .[källa från Wikidata]
5. ↑  läs online, www.kinokalender.com , läst: 24 november 2017.[källa från Wikidata]
6. ↑  läs online, dikda.snk.sk , läst: 18 september 2024.[källa från Wikidata]
7. ↑  Česko-Slovenská filmová databáze, 2001, läst: 19 januari 2020.[källa från Wikidata]